# Duke of Cumberland
Duke of Cumberland (dt. Herzog von Cumberland) ist ein erblicher britischer Adelstitel, der zweimal in der Peerage of England und dreimal in der Peerage of Great Britain und stets an jüngere Mitglieder der königlichen Familie verliehen wurde. Der Titel ist seit 1919 ausgesetzt (suspended).
Der Ortsname des Titels bezieht sich auf die traditionelle englische Grafschaft Cumberland.

## Verleihungen und Geschichte des Titels
Ursprünglich war 1525 der Titel eines Earl of Cumberland an die Familie Clifford verliehen worden. Nachdem diese Earlswürde 1643 erloschen war, schuf König Karl I. am 24. Januar 1644 den Titel erstmals als Dukeswürde in der Peerage of England für seinen Neffen Ruprecht von der Pfalz (engl. Rupert) neu. Gleichzeitig wurde ihm der nachgeordnete Titel Earl of Holderness verliehen. Beide Titel erloschen, als er 1682 unverheiratet und ohne legitime Nachkommen starb.
In zweiter Verleihung wurde der Titel am 9. April 1689 in der Peerage of England für Prinz Georg von Dänemark und Norwegen, den Ehemann der späteren Königin Anne neu geschaffen. Zusammen mit der Dukewürde wurden ihm die nachgeordneten Titel Earl of Kendal und Baron Okingham verliehen. Er überlebte seine Söhne und starb 1708 ohne männliche Nachkommen, sodass seine Titel erloschen.
In dritter Verleihung wurde der Titel am 27. Juli 1726 in der Peerage of Great Britain an Prinz Wilhelm August, den dritten Sohn König Georgs II. verliehen, zusammen mit den nachgeordneten Titeln Marquess of Berkhampstead, in the County of Hertford, Earl of Kinnington, in the County of Surrey, Viscount Trematon, in the County of Cornwall, und Baron of the Isle of Alderney. Die Titel erloschen, als er 1765 unverheiratet und kinderlos starb.
In vierter Verleihung wurde am 22. Oktober 1766 in der Peerage of Great Britain der Titel Duke of Cumberland and Strathearn an Prinz Heinrich Friedrich von Hannover, einen jüngeren Sohn von Friedrich Ludwig, Prince of Wales und Enkel König Georgs II. verliehen. Zusammen mit der Dukewürde erhielt er in der Peerage of Ireland den nachgeordneten Titel Earl of Dublin. Die Titel erloschen bei seinem kinderlosen Tod 1790.
In fünfter Verleihung wurde am 24. April 1799 in der Peerage of Great Britain der Titel Duke of Cumberland and Teviotdale an Prinz Ernst August, den fünften Sohn König Georgs III. verliehen, zusammen mit dem nachgeordneten Titel Earl of Armagh in der Peerage of Ireland. Im Jahr 1837 folgte er seinem Bruder William IV. als König von Hannover. Bei seinem Tod, 1851, gingen seine Titel auf seinen einzigen Sohn König Georg V. von Hannover über. Als König von Hannover wurde dieser 1866 durch preußische Truppen entthront und ging ins Exil nach Österreich, seine britischen Titel waren hiervon aber nicht betroffen und gingen bei seinem Tod 1878 auf seinen einzigen Sohn Prinz Ernst August über. Dieser wurde Offizier der österreichischen Armee und diente als solcher im Ersten Weltkrieg. Weil er hiermit „die Waffen gegen das Vereinigte Königreich erhoben“ hatte, wurde sein Name auf Anweisung König Georgs V. von Großbritannien und Irland am 28. März 1919 aus dem Verzeichnis der Peers gestrichen. 
Rechtliche Grundlage für den Entzug der britischen Titel bildete der Titles Deprivation Act von 1917. Außer dem 1923 verstorbenen Ernst August, Kronprinz von Hannover, als Duke of Cumberland and Teviotdale, Earl of Armagh und Prinz von Großbritannien und Irland waren von diesem Gesetz drei weitere Personen betroffen: Herzog Carl Eduard von Sachsen-Coburg-Gotha als Duke of Albany, Earl of Clarence, Baron Arklow und Prinz von Großbritannien und Irland, ferner Herzog Ernst August (III.) von Braunschweig-Lüneburg als Prinz von Großbritannien und Irland sowie außerdem Heinrich Graf von Taaffe als 12. Viscount Taaffe und Baron of Ballymote. Gemäß dem Titles Deprivation Act hat der jeweils aktuelle männliche Erbe dieser Personen das Recht, die britische Krone um seine Wiedereinsetzung in die entzogenen Titel zu bitten, doch hat bisher keiner dieser fiktiven Titelerben davon Gebrauch gemacht. Im Fall des Titels eines Duke of Cumberland wäre der derzeit berechtigte Erbe Ernst August Prinz von Hannover. Dieser ist zudem der zweitälteste lebende männliche Nachkomme König Georgs III. von Großbritannien und Irland in direkter männlicher Linie (nach seinem Cousin Georg).

## Liste der Dukes of Cumberland

### Dukes of Cumberland, erste Verleihung (1644)
- Ruprecht von der Pfalz, Duke of Cumberland (1619–1682)

### Dukes of Cumberland, zweite Verleihung (1689)
- Prinz Georg von Dänemark, Duke of Cumberland (1653–1708)

### Dukes of Cumberland, dritte Verleihung (1726)
- Prinz Wilhelm August, Duke of Cumberland (1721–1765)

### Dukes of Cumberland and Strathearn (1766)
- Prinz Heinrich Friedrich, Duke of Cumberland (1745–1790)

### Dukes of Cumberland and Teviotdale (1799)
- Ernst August I. von Hannover, 1. Duke of Cumberland (1771–1851)
- König Georg V. von Hannover, 2. Duke of Cumberland (1819–1878)
- Prinz Ernst August, 3. Duke of Cumberland (1845–1923, Titel 1919 aberkannt)